# Andreja Pejić

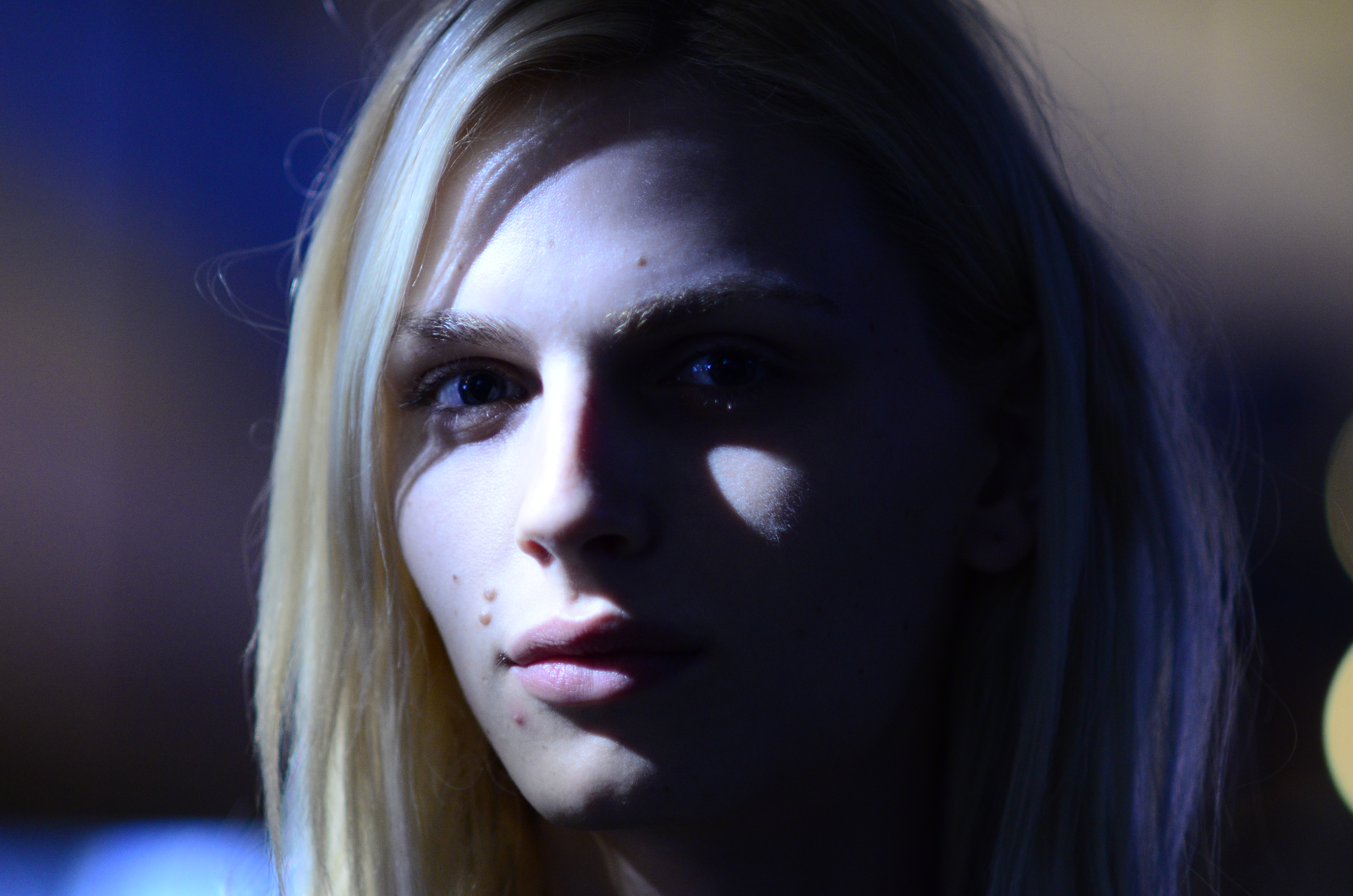
Andreja Pejić (2013)

Andreja Pejić (* 28. August 1991 in Tuzla, Jugoslawien als Andrej Pejić) ist ein australisches Model bosnisch-herzegowinischer Herkunft.

## Leben
Pejić migrierte im Jahr 2000 mit ihrer Mutter, Oma und ihrem Bruder nach Melbourne. Vor dem Hintergrund der Bombardierung von 1999 erhielten sie dort politisches Asyl. Schon früh interessierte sich Pejić für die Kleidung der Mutter, passte sich jedoch an die übliche Geschlechterrolle an und lebte als Junge. Im Alter von 13 kam Pejić in einer Bibliothek mit dem Begriff der „Geschlechtsumwandlung“ in Berührung. Seither wusste sie, was trans bedeutet, schloss sich online Gruppen an und nahm pubertätshemmende Hormone.
Im Jahr 2011 begann die Karriere von Pejić als Male-Modell, welches sowohl Frauen- als auch Männermode präsentierte. In einem Interview mit dem Magazin La Monda bezeichnete sie sich als „zwischen Geschlechtern lebend“, bevorzuge jedoch das weibliche Pronomen. Anfang 2014 unterzog sie sich einer Operation zur Anpassung der Genitalien an das weibliche Geschlecht und führt nunmehr den Vornamen Andreja.

## Karriere
Pejić wurde im Jahr 2008 von einem Scout in einer McDonald’s-Filiale, in welcher sie jobbte, entdeckt. Nachdem sie kleinere Jobs als Model absolviert hatte, folgte 2010 die Unterzeichnung eines Modelvertrags bei der australischen Agentur Storm Models. Im gleichen Jahr wurde sie vom Londoner Fotografen Aitken Jolly für die Fotostrecke „Smell the Smell“ fotografiert. Durch diese Fotos im Magazin „Wonderland“ wurde Jean Paul Gaultier auf Pejić aufmerksam. Er buchte sie in den folgenden Jahren wiederholt.
Im Jahr 2010 lief Pejić weiterhin für Raf Simons, Paul Smith und John Galliano. Zudem wurde sie in der japanischen, türkischen, italienischen und französischen Vogue abgelichtet. Insbesondere ein homoerotisches Foto mit dem Supermodel Karolína Kurková für eine Kampagne von Gaultier sorgte für Furore.
Durch ihr androgynes Äußeres war Pejić bekannt, da sie als einziges Model sowohl Damen- als auch Männermode präsentierte. So lief sie bei den Paris Fashion Weeks im Januar 2011 für Gaultier in einem Hochzeitskleid. Auch für Marc Jacobs stand Pejić Modell. Bei den Modenschauen der Kollektionen von Michael Michalsky im Rahmen der Stylenite im Juli 2011 und Januar 2012 lief Pejić ebenfalls für beide Geschlechter.
Im Jahr 2011 belegte sie Rang 16 unter den Top 50 der männlichen Models bei models.com sowie Platz 98 in der britischen FHM-Liste der 100 Sexiest Women.
2014 designte Pejić eine Unisex-Schmuckkollektion. Nach der Geschlechtsanpassung erhielt Pejićs Karriere einen Knick, da ihr Alleinstellungsmerkmal nicht mehr existierte. Im Jahr 2018 feierte Pejić ein Comeback auf der Kinoleinwand.

## Mediale Auftritte
2013 spielte Pejić im Video zur Single The Stars (Are Out Tonight) aus David Bowies Album The Next Day mit.
Im 2018 erschienen Kinofilm Verschwörung aus Stieg Larssons Millennium-Trilogie spielte Pejić eine Cisgenderrolle. 2019 wurde die Dokumentation Andrej(a): The Documentary veröffentlicht, die über Crowdfunding finanziert wurde.
In dem Film Dalíland von Mary Harron spielt sie Amanda Lear.